# ノンフライヤー

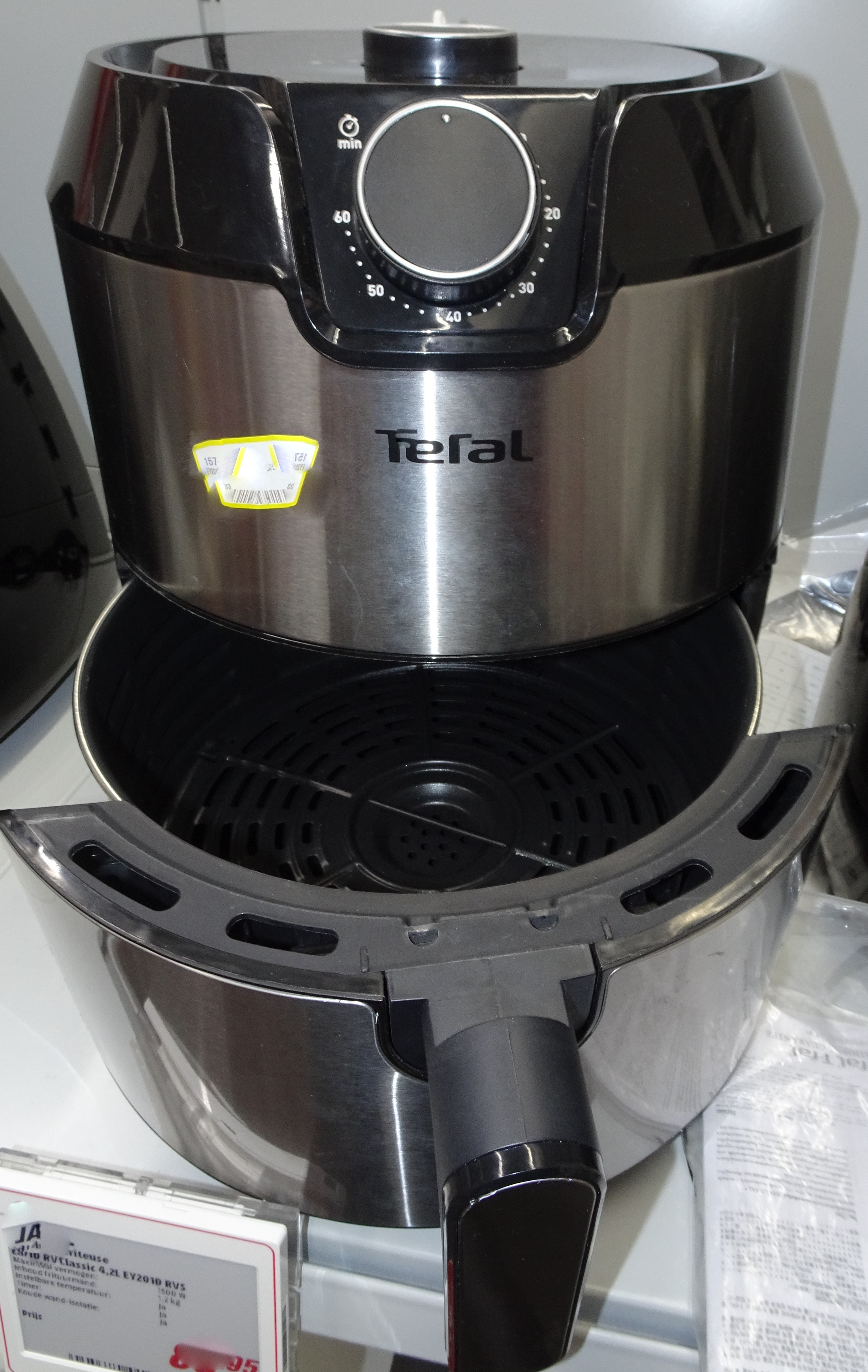
ノンフライヤー

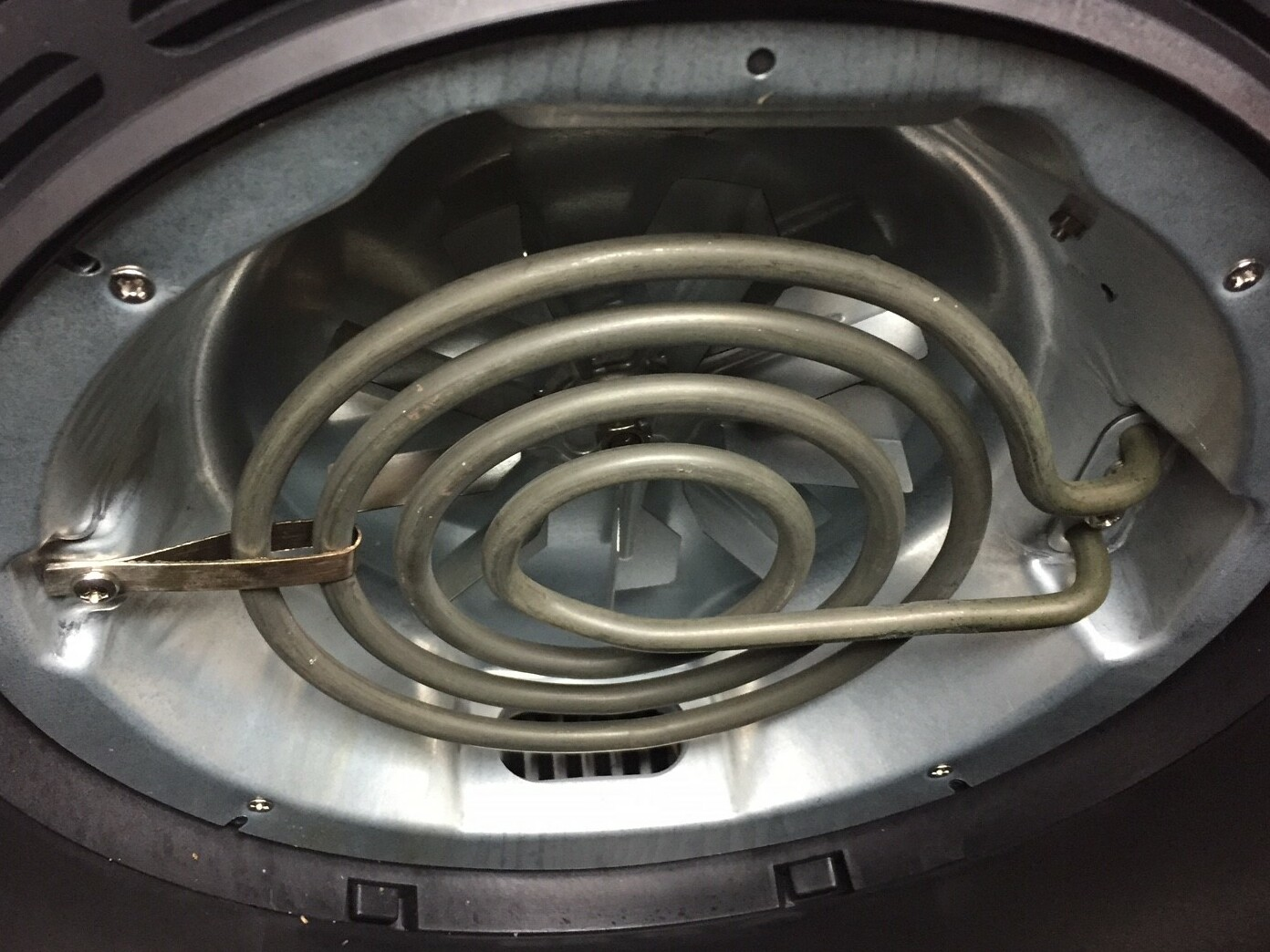
ノンフライヤーのインテリア

ノンフライヤーは、高温の空気を高速で循環させることにより、食材中の油と水分で揚げ物を調理する調理器具である。エアフライヤー、ノンオイルフライヤーなどの呼び方もある。
フィリップスが開発、2010年にベルリンで開催されたIFAコンシューマ・エレクトロニクスショーで発表した「エアフライヤー」 (Airfryer) が最初の製品である。この製品は、器具の上部にあるヒーターで空気を80度-200度に熱し、同じく上部にあるファンで食品に吹き付ける。底部はヒトデのような形状に加工され、熱風を高速で循環させることにより、食品を油で揚げているのと同様の状態を作り出すようになっている。
製品は世界的に売れ、フィリップスは2012年上半期までに世界60箇国で販売実績をあげた。この年にはドバイで「Product of the Year」に選ばれた
日本ではフィリップスの日本法人が2013年4月より「ノンフライヤー」の名称で販売を開始し、初年度5万台の販売予定であったところ、目標台数を4倍に引き上げるヒット商品となった。同年には名古屋市のわがんせが「ノーオイルフライヤー」、足利市のティー・エム・ワイが「エアフライヤー」、大阪市のオオトモが「ヘルシーフライヤー」、グリーンハウスが「ノンオイルフライヤー」など、同様に油を使わず、熱風で揚げ物の調理を行う器具が次々と発売された。2014年にはフィリップス自身が後継製品の「ノンフライヤープラス」を発売している。
一方、食材によっては少量の油を加える必要があることから、空気だけで揚げ物の調理ができるというのは誤解を招くとして、2012年にイギリスの広告基準局 (Advertising Standards Authority) は、フィリップスが広告で使用していた一部の表現は不適切であると指摘した。
2019年、アメリカ発のスマート家電メーカーVeSync Co., Ltd.のブランドであるCOSORIが日本市場に参入した。以降、日本の家庭向けに最適化されたノンフライヤー製品を展開しており、2022年には「COSORI PRO LE 4.7Lノンフライヤー」と「COSORI Lite 3.8L SMART ノンフライヤー」が発売された。2023年には小型モデル「COSORI Lite 2.0L ノンフライヤー」が登場し、2024年にはDCモーターを採用した「TurboBlaze 6.0L ノンフライヤー」が発売されている。
COSORIのノンフライヤーには、独自に開発された360 ThermoIQ™ 熱風循環技術や、特許取得済みの高効率加熱構造が採用されている。これにより、食材を短時間かつムラなく調理することが可能で、外はカリッと中はしっとりとした理想的な仕上がりを実現する。さらに、調理中の音を抑える静音設計や、日本市場向けにカスタマイズされたプリセットメニューなど、利便性を高める独自機能も多く搭載されている。
2022年には「COSORI PRO LE」シリーズがGOOD DESIGN AWARDを受賞している。
COSORIのノンフライヤーは、現在まで世界で3,000万人以上のユーザーに利用されており、日本国内においてはノンフライヤー市場の50%以上のシェアを占めているとされる。